# Assedio di Stralsund (1807)
L'assedio di Stralsund ebbe luogo dal 30 gennaio al 24 agosto 1807 e fu un evento secondario della guerra della quarta coalizione: la guarnigione svedese della città, capitanata dal generale Hans Henric von Essen, fu assediata da un esercito francese (composto anche da reparti olandesi, italiani e spagnoli) guidato prima dal maresciallo Édouard Mortier e poi dal maresciallo Guillaume Brune; dopo un lungo assedio, gli svedesi negoziarono la resa, cedendo la città ai francesi ma ottenendo di rientrare indisturbati in patria.

## Antefatti
La città di Stralsund, situata nella Germania settentrionale lungo la costa del mar Baltico, costituiva un dominio della Svezia fin dalla sua conquista nel 1628, durante la guerra dei trent'anni; la città era il capoluogo ed il porto principale della Pomerania svedese, che nel 1807 era tutto ciò che rimaneva dei possedimenti della Svezia lungo la costa meridionale del Baltico, un tempo molto più estesi.
Allo scoppio della rivoluzione francese la Svezia mantenne un regime di stretta neutralità, ma, dopo la proclamazione del Primo Impero francese da parte di Napoleone Bonaparte, il re Gustavo Adolfo IV decise di adottare una politica più decisa per contrastare le mire espansionistiche della Francia in Germania: nel 1805 la Svezia aderì alla terza coalizione antifrancese, anche se il suo coinvolgimento nelle operazioni belliche fu minimo. Nell'agosto del 1806 la Svezia aderì alla quarta coalizione con Regno Unito, Prussia ed Impero russo, anche per via delle sue mire sui territori della Danimarca, stato simpatizzante per i francesi; già nell'ottobre seguente, tuttavia, la Grande Armée napoleonica intraprese una campagna-lampo contro la Prussia, annientando il principale esercito prussiano nella doppia battaglia di Jena e di Auerstädt (14 ottobre 1806): il rapido crollo della Prussia finì quindi per esporre i possedimenti svedesi in Germania all'azione del vittorioso esercito francese.

## L'assedio

### Il primo assedio

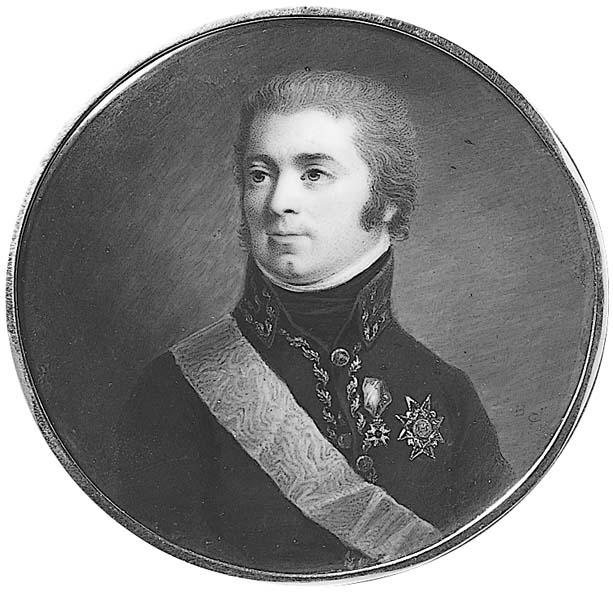
Hans Henric von Essen, comandante della guarnigione svedese

Il 28 gennaio 1807 l'VIII Corpo d'armata francese del maresciallo Mortier attraversò il fiume Peene penetrando nei domini svedesi, diretto a porre il blocco a Stralsund: la divisione del generale Jean Sebastien Grandjean forzò il passaggio sul fiume ad Anklam scacciando davanti a sé gli avamposti svedesi, mentre quella del generale Pierre Louis Dupas attraversò indisturbata il corso d'acqua a Demmin, più ad ovest; il 29 gennaio le due divisioni giunsero in vista della città, ed a partire dal giorno successivo l'assedio ebbe inizio. Il governatore della Pomerania e comandante delle forze svedesi, generale Hans Henric von Essen, fece ripiegare tutte le truppe disponibili in città e si preparò a sostenere il blocco.
Per i successivi due mesi entrambe le forze si confrontarono dalle rispettive posizioni, affrontandosi in una serie di schermaglie di piccole dimensioni mentre i francesi allestivano le loro linee d'assedio; benché bloccati dal lato della terraferma gli svedesi mantennero saldamente il controllo dell'isola di Rügen, separata da Stralsund solo da uno stretto braccio di mare, garantendosi così una via di comunicazione via nave ed impedendo ai francesi di completare l'accerchiamento della città. Già dopo poche settimane Mortier dovette distaccare un reggimento di cavalleria e tre di fanteria dalle sue forze per far fronte alle richieste di rinforzi da parte di Napoleone per la sua campagna in Polonia contro i russi, ricevendo in cambio un contingente di truppe olandesi; il 29 marzo invece il maresciallo ricevette ordine di spostare il grosso del suo Corpo d'armata a Kolberg, dove l'assedio della locale guarnigione prussiana non stava dando i suoi frutti, lasciando solo la divisione di Grandjean a bloccare Stralsund.
Approfittando della partenza del grosso delle truppe francesi, von Essen lanciò una sortita respingendo le forze di Grandjean dalla città; i francesi ripiegarono sulla linea del Peene, ma un nuovo attacco svedese ad Anklam il 3 aprile li obbligò a ripiegare ancora più ad est, rifugiandosi infine il 7 aprile nella fortezza di Stettino. Mortier fu obbligato a tornare indietro con parte delle sue truppe e, dopo aver radunato 12/13 000 uomini nell'area di Stettino (approssimativamente lo stesso numero di soldati a disposizione di von Essen), lanciò un contrattacco il 13 aprile: tre giorni dopo i francesi sconfissero i rivali nella battaglia di Belling, obbligando von Essen a riportare le sue truppe dietro la linea del Peene. 

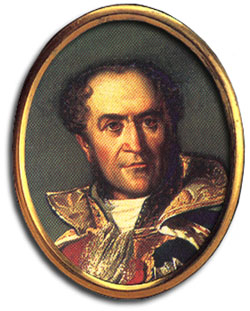
Il maresciallo Guillaume Marie-Anne Brune

Preoccupato che la campagna contro gli svedesi potesse tenere impegnate consistenti forze francesi proprio mentre erano in corso vasti scontri in Polonia, Napoleone autorizzò Mortier a negoziare un armistizio con von Essen: il 18 aprile i due sottoscrissero la "tregua di Schlatkow", impegnandosi a mantenere le rispettive posizioni lungo il corso del Peene e (da parte svedese) a non interferire con lo svolgimento degli assedi di Kolberg e Danzica.

### Il secondo assedio
Il 12 maggio 1807 il re Gustavo Adolfo IV sbarcò a Stralsund con nuovi rinforzi svedesi, ed il 3 luglio seguente dichiarò sciolto il precedente armistizio riaprendo le ostilità: benché i di poco successivi trattati di Tilsit (7-9 luglio 1807) avessero sancito la conclusione delle ostilità tra Francia, Prussia e Russia (privando così la Svezia dei suoi alleati), il re era fermamente intenzionato a proseguire la guerra contro Napoleone, da lui ritenuto "un mostro dell'apocalisse".
Il 24 luglio un esercito francese sotto il maresciallo Brune attraversò il corso del Peene e rioccupò le vecchie linee d'assedio davanti Stralsund: le forze Brune comprendevano truppe francesi, olandesi, una divisione spagnola sotto il comando del generale Pedro Caro y Sureda ed una italiana sotto il generale Domenico Pino, oltre a piccoli contingenti provenienti dagli stati minori della Confederazione del Reno, per un totale di 40 000 uomini. Dopo che Gustavo Adolfo ebbe lasciato la città il 20 agosto, von Essen decise che la resistenza era inutile e diede ordine che la guarnigione ed il maggior numero possibile di cannoni fossero traghettati sull'isola di Rügen, dove ricevette anche il rinforzo di un contingente britannico (principalmente truppe della King's German Legion); il 24 agosto le forze francesi fecero il loro ingresso indisturbate dentro la città.

## Conseguenze
Il 25 agosto 1807 una forza francese proveniente da Stralsund espugnò la piccola isola fortificata di Dänholm, non lontano da Rügen, catturando la locale guarnigione svedese; conscio dell'inutilità di ogni ulteriore resistenza, il generale Johan Christopher Toll, comandante dell'esercito svedese, si recò personalmente a negoziare con Brune: il 7 settembre le forze svedesi abbandonarono Rügen in mano ai francesi, ottenendo però di poter rimpatriare indisturbate con tutte le loro armi e munizioni. Stralsund e tutta la Pomerania svedese furono poste sotto occupazione francese fino al 1810: dopo la sconfitta svedese nella guerra di Finlandia contro la Russia e la detronizzazione di Gustavo Adolfo, Francia e Svezia negoziarono infine un trattato di pace, e la provincia fu restituita ai suoi precedenti proprietari in cambio del pagamento di una gravosa indennità di guerra.
Dopo aver vittoriosamente preso parte alla guerra della sesta coalizione nel 1812-1814, la Svezia, con il trattato di Kiel, cedette la Pomerania alla Danimarca in cambio dei territori dell'attuale Norvegia; il congresso di Vienna trasferì infine Stralsund e gli ex possedimenti svedesi sotto la sovranità della Prussia.